# サスーン家
サスーン家（Sassoon family）は、バグダード・ユダヤ人のユダヤ系富豪一族であり、金融、銀行、資本市場、石油・ガス探査、ユダヤ教、英国保守党政治、慈善活動に関連してきた。主要な事業体であるサスーン・アンド・カンパニー（Sassoon & Co.）およびJ・サスーン・フィナンシャル・グループLLC（J. Sassoon Financial Group LLC）は、ヨーロッパ、アジア、北米に拠点を置いている。
この一族は、アジアで蓄積した莫大な富により、「東方のロスチャイルド」として知られていた。特に中国、インド、香港における一族の事業は、アヘン貿易を活用するために構築された。より多くの家族がロンドンに移住するにつれて、彼らはイングランドで著名になり、ヴィクトリア女王によって貴族に叙せられた。
サスーン家に関するほとんどの伝記データは、その起源の地としてイラクのバグダードを挙げているが、アメリカのジャーナリストであるダニエル・グロスは、サスーン家はシリアのアレッポに起源を持つと主張している。彼らは後にインドのムンバイに移り、その後、中国、イングランド、その他の国々へ移住した。18世紀以降、サスーン家は世界で最も裕福な家族の一つであり、アジア大陸全体に広がる企業帝国を築いていた。

## 語源

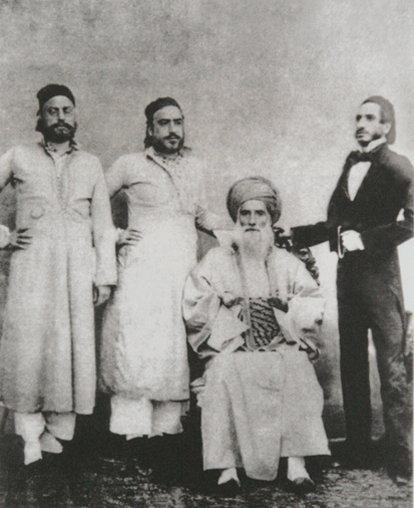
デイヴィッド・サスーン（着席）と息子たち（エリアス・デイヴィッド、アルバート（アブダッラー）、サスーン・デイヴィッド）

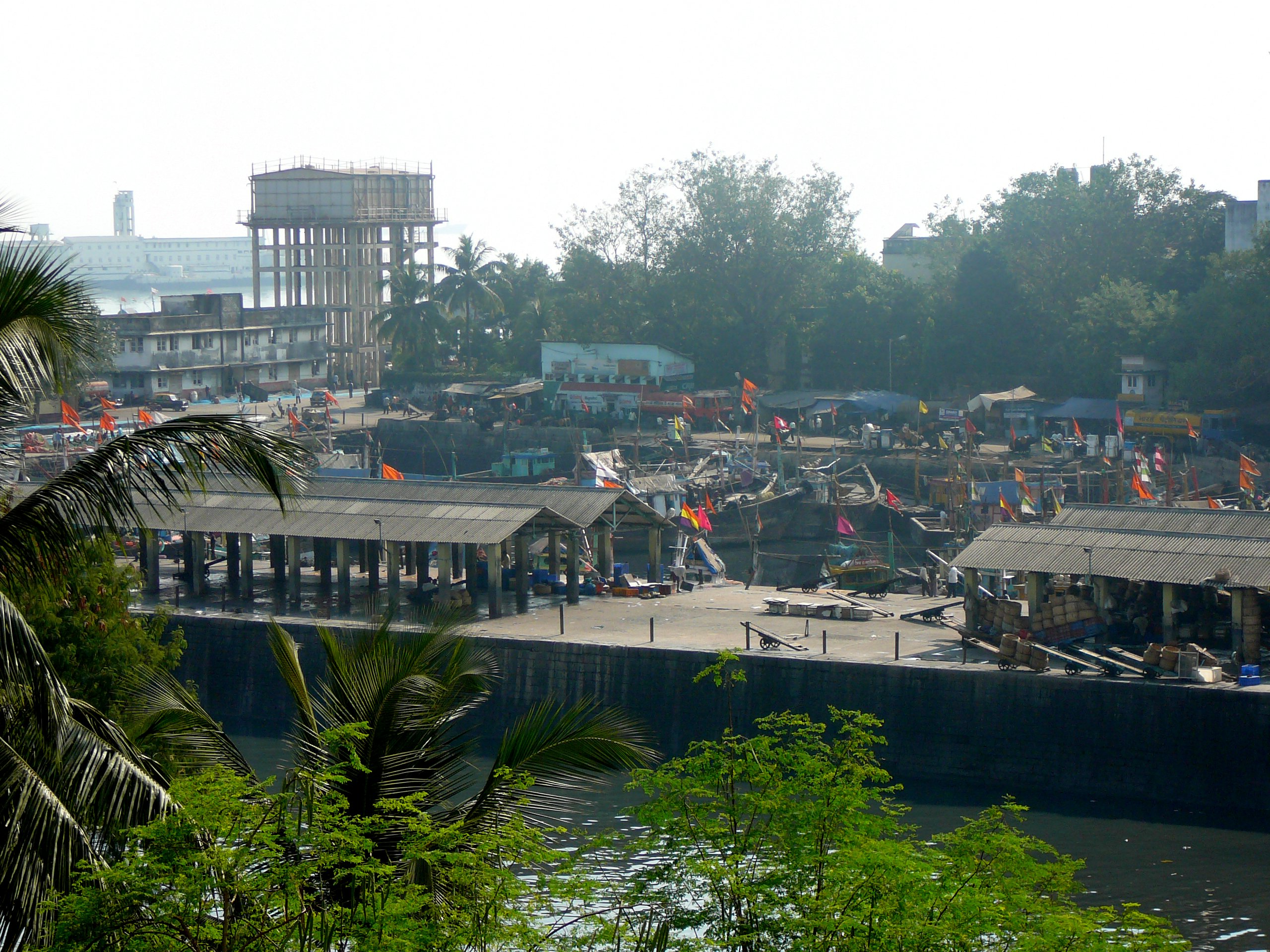
サスーン・ドック、ムンバイ、インド

ヘブライ語の単語サッソーン（שָׂשׂוֹן）は、文字通り「喜び」または「歓喜」を意味する。この家名は、地元のメソポタミア起源を強く示唆している。サスーンという家名は、現代のトルコにある上メソポタミアのヴァン湖西方の山岳地帯サソン（家名および部族名の由来）に起源を持つ多くのクルド人の家族や部族によっても一般的に共有されている。しかし、主にメソポタミア・ユダヤ人であるサスーン家に、スペインのセファルディムの血がいくらか混ざっている可能性はある。

## 起源
サスーン・ベン・サリフ（Sassoon ben Salih、1750年–1830年）とその家族は、バグダードおよびイラク南部のパシャの首席財務官であった。彼の息子たち、デイヴィッド・サスーン（1792年–1864年）とジョセフ・サスーン（Joseph Sassoon、1795年–1872年）は、新しく着任した非友好的なワーリー（太守）、ダーウード・パシャから逃れた。
1916年4月のクート包囲戦の終結時に、サスーンという名の重要なユダヤ人銀行家がオスマン帝国のトルコ人によって絞首刑に処された。彼はデイヴィッドの家系のメンバーか、あるいはジョセフ・サスーンの家系（下記参照）のメンバーであった可能性がある。

## デイヴィッド・S・サスーン

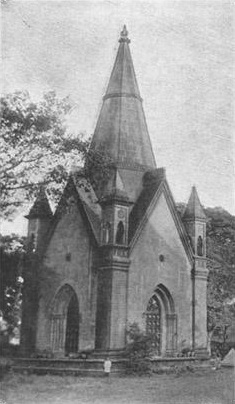
デイヴィッド・サスーンの墓、プネー、インド

1828年、デイヴィッド・サスーンは最初にペルシャ湾岸の港ブーシェフルへ、そして1832年に大家族と共にインドのボンベイ（現在のムンバイ）へ移った。2人の妻との間に39年間で14人の子供をもうけた。ボンベイで、彼はデイヴィッド・S・サスーン商会（David S. Sassoon）という国際的な事業を築き上げ、バグダードから連れてきた人々をスタッフとする方針を採った。彼らはインド、ビルマ、マラヤ、東アジアにおける彼の事業の様々な支店の機能を果たした。彼は中国・インド間のアヘン貿易における一族の支配的な地位を固めた。（第一次阿片戦争を参照。）中国、特に香港における一族の事業は、アヘン事業を活用するために築かれた。彼の事業は中国にまで及び、上海のバンド（外灘）にあるサスーン・ハウス（現在の和平飯店北館）は著名なランドマークとなり、その後イングランドにも進出した。各支店では、彼はラビを維持した。彼の富と寛大さはアジア全域での有名であり、慈善活動として、学校、孤児院、病院、博物館が建設された。葬儀には、ムスリム、キリスト教徒、パールシー、ユダヤ人、ヒンドゥー教徒から大陸中で追悼の辞が寄せられた。

### デイヴィッド・サスーンの子孫
サスーンの8人の息子たちもまた、多くの方面に進出した。サスーン家は中国とインドにおける海運業とアヘン貿易に深く関与していた。
エリアス・デイヴィッド・サスーン
エリアス・デイヴィッド（1820年–1880年）は、最初の妻による息子であり、1844年に息子たちの中で最初に中国へ渡った人物であった。彼は後にボンベイに戻り、その後、会社を離れて1867年にE・D・サスーン商会（E.D. Sassoon & Co.）を設立し、ボンベイと上海に事務所を構えた。
アルバート・アブドゥッラー・デイヴィッド・サスーン
アルバート・アブドゥッラー・デイヴィッド（1818年–1896年）は、父の死後に会社の経営を引き継ぎ、特に西インドで最初にサスーン・ドックを建設したことで知られる。彼は後に兄弟2人と共にイングランドで著名になり、一家は後の国王エドワード7世となるプリンス・オブ・ウェールズの友人であった。
レイチェル・サスーン・ビア
一家の娘の一人であるレイチェル・サスーン・ビアは、夫と共にいくつかの英国新聞の経営に加わり、その中には『サンデー・タイムズ』（1893年–1904年）や『オブザーバー』が含まれ、後者では編集長も務めた。

### デイヴィッドの孫とその後継者
エドワード・アルバート・サスーン卿

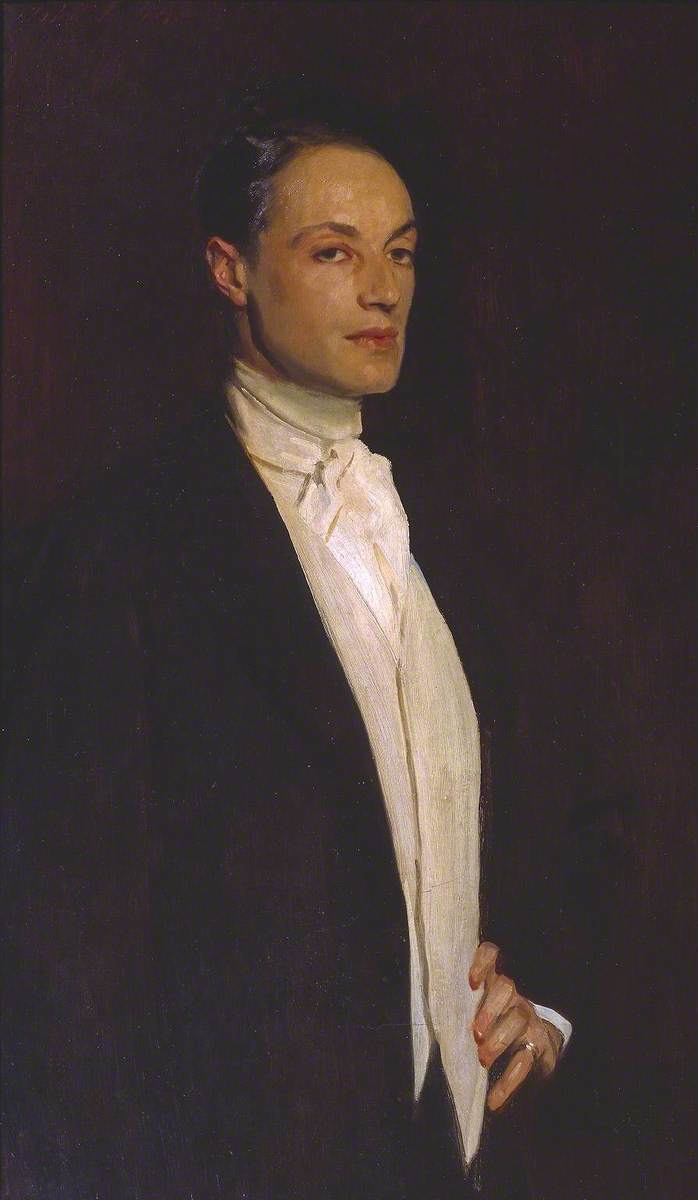
フィリップ・サスーン卿、ジョン・シンガー・サージェント画、1923年

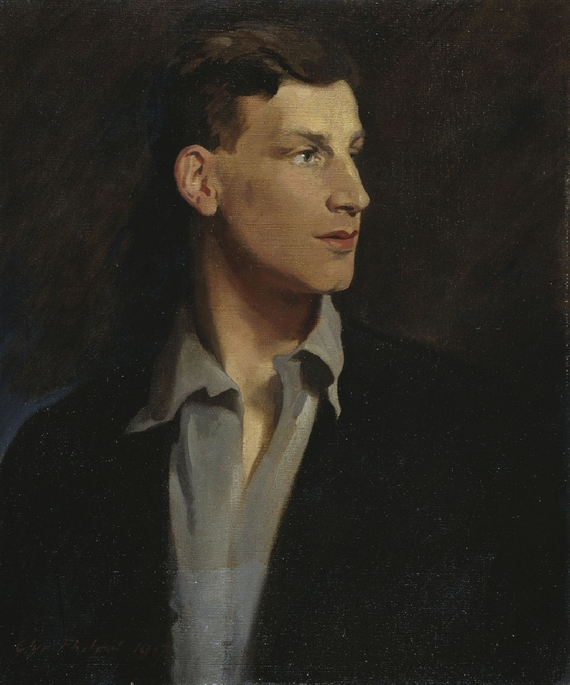
ジークフリード・サスーンの肖像、グリン・フィルポット画、1917年。フィッツウィリアム美術館

エドワード・アルバート卿（1856年–1912年）は、アルバートの息子であり、アリーヌ・カロリーヌ・ド・ロチルドと結婚し、イングランドに定住し、1899年から死去するまで保守党の国会議員を務めた。その議席は、その後、息子のフィリップ・サスーン卿（1888年–1939年）が1912年から死去するまで継承した。フィリップは第一次世界大戦においてダグラス・ヘイグ元帥の軍事秘書官として従軍し、1920年代から1930年代にかけては英国の航空次官を務めた。20世紀の英国詩人であり、第一次世界大戦詩人として最もよく知られている一人であるジークフリード・サスーン（1886年–1967年）は、デイヴィッドの曾孫である。
ジェームズ・サスーン男爵
ジェームズ・サスーン（James Meyer Sassoon）は、英国の銀行家であり、元財務省政務次官（商業担当）である。ジェームズは、2007年に2億3600万ドルの価値があった非課税のケイマン諸島信託基金の受益者の一人としてパラダイス文書で言及され、それを英国外起源のものであるとして弁護した。
デイヴィッド・ソロモン・サスーン
デイヴィッド・ソロモン（1880年–1942年）は、ユダヤ教関連の書籍や写本を収集し、それらを2巻の目録にまとめた。このコレクションの大部分は、イングランド、ロンドンの大英図書館に保管されている。このコレクションの一部は、カナダ、トロントのトロント大学図書館に所蔵されている。デイヴィッド・ソロモンとフローラ・アブラハムの息子であるラビ・ソロモン・デイヴィッド・サスーン（1915年–1985年）は、一家のラビの伝統を受け継ぎ、レッチワースからロンドンへ、そして1970年にエルサレムへ移住した。フローラ・アブラハムは1901年にインドからイングランドに移り、ロンドンの自宅で有名なサロンを開いた。ラビ・ソロモン・サスーンには2人の息子、アイザック・S・D・サスーンとデイヴィッド・ソロモン・サスーンがおり、両者ともラビである。

## ジョセフ・サスーン
ジョセフ・サスーンは最初にギリシャのテッサロニキへ、後にシリアのアレッポへ行き、そこで商社を設立し、後に彼の事業はアレクサンドリア、カイロ、モロッコ、イタリアへと広がり、海運会社や両替商も含まれていた。彼の5人の息子たちは多くの方面に進出した。

### ジョセフの子供たち
モーゼス・サスーン
モーゼス・サスーン（Moses Sassoon、1828年–1909年）は、1852年にバグダードに戻った後、エジプトに移り、そこで金融会社ジョセフ・サスーン・アンド・サンズ（Joseph Sassoon & Sons）を設立した。この会社は後に拡大し、エジプトにおけるクレディ・フォンシエ（Crédit Foncier）の代理店となった。

### ジョセフの孫と後継者
1871年、モーゼスの息子であるジェイコブ（Jacob、1850年–1936年）は、エジプトで最大の綿花プランテーション所有者の一人であり、綿紡績工場も所有していた。
彼の兄であるルーベン（Ruben、1840年–1917年）は、南北戦争中にエジプト綿をイングランドに輸出したことで財を成し、当時エジプト最大の綿花輸出業者となった。1927年、ジェイコブはミスル銀行（Misr Bank）および他のエジプト人実業家と共に、ミスル紡績織物会社（شركة مصر للغزل والنسيج、ミスル・ヘルワンまたはエル・ガズル工場としても知られる）を設立し、同社の株式の61%を所有した。ジェイコブはまた、ジョセフ・ヴィータ・モッセリ（Joseph Vita Mosseri）と共にエジプトのクレディ・フォンシエを設立した。
ジェイコブの息子であるニッシム・ジョセフ（Nissim Joseph、1910年–1988年）は建築家であり、アッシクラツィオーニ・ジェネラーリ・ディ・トリエステ（Assicurazioni Generali di Trieste）のビルを設計した。ニッシム・ジョセフはまた、不動産投資家および開発者でもあり、カイロの比類なき成長とその拡大が地価に及ぼす有利な効果を予見していた。彼が投資した多くの不動産が、イスマイリアのエレガントなヨーロッパ人地区の中心部や、カスル・アル＝ドゥバラ（Kasr al-Dubara）の最も良い場所、そして後にはガーデンシティ、ザマーレク、ギーザにあったことは驚くに当たらない。

#### エリアウ（エリアス）・ニッシム・ジョセフ・サスーン
ニッシムとメッスーダ・サスーン（旧姓シャマシュ、1912年–1992年）の息子がエリアウ（エリアス）・ニッシム・ジョセフ・サスーン（Eliau (Elias) Nissim Joseph Sassoon、1926年–2010年、אליהו נסים אליאו יוסף ששון）であり、常にエリアスと呼ばれていた。彼はシリアのアレッポで生まれ、後にジョセフの最も影響力があり裕福な子孫となった。1940年、エリアスはアレクサンドリアの名門寄宿学校であるヴィクトリア・カレッジで教育を開始し、1946年に家業に加わり、アレクサンドリアにある一族の会社で働いた。
当時、家族が保有していた多くの資産には、ビルマ石油、トルコ石油会社、アングロ・イラニアン石油会社への権益、繊維工場、大規模な綿花輸出業、そしてギリシャ商業産業総合会社（後のアッティカ・エンタープライゼス・ホールディング S.A.）およびアトラス海運への権益が含まれていた。
1947年、エリアスは中東を席巻していた新たに活況を呈する石油探査産業、海運、銀行という3つの主要セクターに注目した。父からの5,000ポンドの融資を受けて、エリアスはスタンダード・オイルに投資し、一族がすでに保有していた同社の株式を増やした。同年、彼はジャック・ボホール・ヤコブ・レヴィ・ド・メナシュ男爵（Baron Jacques Bohor Yacoub Levi de Menashe、1916年没）の孫娘であるハンナ・ロシェル・ジャック・サスーン（旧姓ド・メナシュ、1929年–2009年）と結婚した。
彼の曾祖父であるモーゼスは、ソコニー・ヴァキューム・オイル・カンパニー（後にスタンダード・オイルと提携して中東の石油埋蔵量の市場を提供）の投資家であった。1906年、ソコニー（後のモービル）は、サスーンの支援によって確保された資金調達により、アレクサンドリアに最初の燃料ターミナルを開設した。エリアスは熱心なシオニストであり、地中海における第二次世界大戦の恐怖から逃れるユダヤ難民を乗せた難民船に対する封鎖のため、イギリス人をユダヤ民族の友人とは到底考えていなかった。イギリスの政治体制における体系的な反ユダヤ主義と、ナチス・ドイツから逃れるユダヤ難民に対する英国の政策のため、彼は英国政府を、世界のユダヤ民族に対して犯された残虐行為においてナチスと同罪であると考えていた。エリアスは、後にユダヤ民族の再生となるイスラエルの地へヨーロッパからユダヤ人を密航させるための物資援助と資金を提供した。彼はギリシャの海運一族レモス家のレオ・レモス船長（Capt. Leo Lemos、1913年–1989年）の援助を受けた。エリアスは、ユダヤ難民がイギリスの封鎖を破ってイスラエルへ密航するのを助けるための船の支払いと確保を支援した。エリアスは、パレスチナへのユダヤ人移民に関する英国内務省および委任統治政策に違反した結果として、英国CIDによって数回逮捕された。
1952年、彼は幼なじみのモイーズ・ジョセフ・モーリス・カッタウイ（Moise Joseph Maurice Cattaui、1925年–2009年）と共にバンク・デュ・ケール（Banque du Caire）を共同設立した。その時までに、エリアスは一族の事業をフランス、ブラジル、南アフリカ、そして1800年代から一族が綿花を輸出し、交易所を維持していたアメリカ合衆国へと拡大していた。
サスーン家は、メソポタミア（現在のシリアとイラク）に相当量の石油埋蔵量が含まれていると信じており、イラク石油会社（IPC）の前身であるトルコ石油会社（TPC）の初期投資家となった。エリアスの曾祖父であるモーゼスは、すでにバグダード鉄道の建設に関与していた帝国ドイツの銀行や企業の関心を最初に確保した一人であり、その資金調達に積極的な役割を果たした。このドイツの関心に続いて、モーゼスの兄弟であるデイヴィッド・ソロモンがオスマン帝国におけるロスチャイルド家の代理人となったことで、イギリスの関心が高まった。1911年、この地域で競合するイギリスとドイツの利害関係者をまとめようとする試みの中で、エリアスは銀行や企業からなるイギリス投資家のコンソーシアムを結成し、アフリカン・アンド・イースタン・コンセッション社（African and Eastern Concession Ltd.）を設立した。
1953年、エリアスはこの利害関係者のネットワークを利用して、一族の関心をアフリカの鉱業利権にまで拡大した。1957年、ナーセル下の新しいエジプト革命後政府は、すべてのヨーロッパ、特にイギリスとフランスの企業と銀行を国有化した。政府はまた、外国人やユダヤ人をエジプトから追放し始めた。再び、中東のユダヤ人コミュニティは、深刻な危険、不当な投獄、適正手続きなしの恣意的な逮捕、ポグロム、そして反ユダヤ主義政策に直面し、コミュニティは家を放棄し、無国籍にされ、差別的な政策の対象となり、多くはスーツケース1つだけで国を離れることを余儀なくされ、ほとんどが資産や財産を革命評議会によって没収された。
サスーン家も資産を没収された人々の中に含まれており、1966年にエリアスと彼の妻はアレクサンドリア港に連れて行かれ、国外追放された。エジプト市民であったエリアスの妻は非市民と宣言され、エジプト政府の宣言により、エリアスのシリア国籍は取り消された。彼らはレッセ・パッセ（旅行文書）を与えられ、ギリシャ行きの船に乗るよう命じられた。しかし、アレクサンドリア大学の医学生であった息子シュロモ（ソロモン）・エリアス・サスーン（Shlomo (Solomon) Elias Sassoon、1948年–1985年）は、出国ビザを拒否された。
政府は、エリアスが家族の銀行ネットワークを利用してユダヤ人コミュニティのメンバーの資産を国外に密輸するのを助けたと非難した。政府の命令は、「このようにして、外国人やユダヤ人がエジプト人民を犠牲にして蓄積した資産をエジプト国庫から奪った」と主張した。これらの資産は、1世紀以上にわたる貿易と国内への再投資を通じて合法的に取得されたものであったが、政府は、息子が出国を許可される前に、エリアスがヨーロッパで保有する資産を返還するよう要求した。身代金に相当する合計400万ポンドの支払いと、フランス政府およびギリシャ王室の介入の後、シュロモは1971年に家族と合流した。彼の妻ジョセフィーヌ・セリーヌ・エステル（旧姓カッタウイ、1949年–1994年）は、モイーズ・カッタウイの娘であり、彼女の家族が1966年に国外追放された後、同様に出国ビザを拒否されていた。
エリアスは1961年にスイスでモイーズ・カッタウイと共に、1956年にスイスのローザンヌで設立されたサスーン・ファミリー・トラストの資産をもとに、私有のファミリーヘッジファンドであるサスーン・カッタウイ投資ホールディング（Sassoon Cattaui Investment Holding、後のプロヴィデンス・グループ）を設立した。1983年、パートナーたちは会社をキュラソー（オランダ領アンティル）に移転した。同社は私的なファミリー投資ファンドとして運営されており、SECへの登録やドッド・フランク法に基づく報告要件の遵守は義務付けられていない。ファンド設立時の1961年における運用資産総額は2500万ポンドであったと言われている。
同ファンドは、米国、カナダ、ヨーロッパの商業用不動産、貴金属、石油・ガス、証券に投資した。また、通貨およびエネルギー市場でも投機を行った。その多くの保有資産には、BHP、ル・メリディアンホテル会社、アメリカン・エキスプレス、ゼネラルモーターズ、ウェルズ・ファーゴ、HSBC、リーマン・ブラザーズ、エクソンモービル、コノコフィリップス、フェンディ、ジョルジオ・アルマーニ、サン・マイクロシステムズ、ミッドランド銀行、株式仲買会社のフランケル・ポラック（後に南アフリカに拠点を置くサスーン家の銀行であるサスフィン銀行に売却）が含まれる。エリアス・サスーンの死去時、同ファンドは1000億米ドル以上の運用資産を有していたと噂されており、そのほとんどはサスーン家とカッタウイ家の資産であり、現在はサスーン家継続信託によって管理されている。

## 遺産
今日、サスーン・アンド・カンパニー（Sassoon & Co）は、サスーン王朝の両方の家系の唯一の存続企業であり、同社はプライベート・エクイティおよび投資銀行業務を行う企業であり、投資管理、企業および貿易金融、グローバルアドバイザリーサービスを顧客に提供している。同社は米国およびイスラエル市場に重点を置いており、米国、イスラエル、アフリカにおいて、複合材料、石油・ガス、金融サービス、鉱業、食料安全保障に投資している。スイスのUBSへの売却前にデイヴィッド・サスーン商会（David Sassoon & Co Ltd）の残りの資産を取得した後、同社は経営陣を変更し、ブランド名を変更してから、本社をスイスから米国に移転した。同社は現在、サスーン家継続信託の事業部門であるJ・サスーン・フィナンシャル・グループLLC（J. Sassoon Financial Group LLC）によって所有されている。デイヴィッド・シュロモ・サスーン（David Shlomo Sassoon）がその非業務執行会長を務めている。貿易の伝統に忠実であり続けながら、同社は銀行業務と資本市場に深く関与しており、他の投資銀行、プライベートバンク、多国籍金融機関の間での数世紀にわたるブランド力を活用している。